# 霍莫奇托国家森林
霍莫奇托国家森林（英語：Homochitto National Forest）是座美国的国家森林，位于西南密西西比州，面积191,839英畝（776.34平方）。1930年代中期，平民保育團在该地展开了林地復育活动，在林区内修路，并开发了若干休闲娱乐区。

## 地理
森林分布的范围（从所占面积大小排列）： 
- 富蘭克林縣
- 阿米特縣
- 威爾金森縣
- 亞當斯縣
- 傑佛遜縣
- 林肯縣
- 科派亞縣

## 行政中心
和密西西比州的其他六座国家森林一样，森林的行政中心位于密西西比州的杰克逊市。此外，米德维尔也有自己本地的巡逻站。